# Stenopogon tolandi
Stenopogon tolandi är en tvåvingeart som beskrevs av Wilcox 1971. Stenopogon tolandi ingår i släktet Stenopogon och familjen rovflugor. Inga underarter finns listade i Catalogue of Life.